# Шамаранд
Шамаранд (фр. Chamarande) је насељено место у Француској у региону Париски регион, у департману Есон.
По подацима из 2011. године у општини је живело 1111 становника, а густина насељености је износила 193,55 становника/km².

## Демографија
| 1962. | 1968. | 1975. | 1982. | 1990. | 2011. |
| ----- | ----- | ----- | ----- | ----- | ----- |
| 754   | 863   | 668   | 757   | 901   | 1.111 |